# Sycamore Hills
Sycamore Hills – wieś w Stanach Zjednoczonych, w stanie Missouri, w hrabstwie St. Louis.